# ウルトラJ
ウルトラJは、1993年に日本テレビ放送網（日テレ）系列で放送された日本プロサッカーリーグ（Jリーグ）の録画中継である。

## 概要
- 1993年に第1回Jリーグが開催され、空前のサッカーブームが起き、テレビ中継も積極的に実施された。
- 日テレはヴェルディ川崎（現：東京ヴェルディ）の当時の親会社読売新聞社のグループ企業でありヴェルディの一株主でもあったため、ヴェルディの主催試合の放送権利を多数持っていたが、その多くはプロ野球中継（読売ジャイアンツ戦）の絡みで生中継ができなかった。そこで、生中継ができない試合を深夜の時間帯（主に当時放送されていたEXテレビの水曜日の枠=23:55-0:55）に1時間のハイライト中継という形で放映が行われた。
- なお、当時読売グループではJリーグも企業重視とする節があった影響から、この番組でも「ヴェルディ川崎」ではなく「読売ヴェルディ」と表示していた（読売新聞#Jリーグのチーム表記問題・東京ヴェルディ1969#歴史を参照されたい）。
- 1994年シーズン以降は日テレがヴェルディの主催試合放映権を持っていたものの、読売ジャイアンツ戦主催試合中継の関係で生中継ができなかった試合などは25時台（深夜1時台）に関東ローカルで録画中継する形となった。その後日テレがヴェルディの親会社となった1999年から2009年まで、随時深夜枠[1]（関東ローカル）でヴェルディ戦の主催試合の放送「Jリーグスペシャル」が行われていた。